# Gustave Garrisson

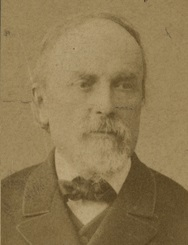
Gustave Garrisson

Gustave Bernard Garrisson (Montauban, 28 februari 1820 - aldaar, 9 augustus 1897) was een Franse politicus tijdens de Derde Franse Republiek. Hij was ook dichter en historicus.
Garrisson was een rijke landeigenaar uit een protestantse familie. Hij studeerde rechten in Parijs en hield zich bezig met het beheer van zijn landgoederen. Als overtuigd republikein werd hij politiek actief vanaf het revolutiejaar 1848. Tussen 1877 en 1897 zetelde hij in de Conseil général van het departement Tarn-et-Garonne. Hij werd ook verkozen in de gemeenteraad van Montauban. Tussen 1878 en 1879 was hij burgemeester van Montauban. In 1882 werd hij verkozen in de Franse Senaat voor het departement Tarn-et-Garonne. Hij bleef senator tot zijn dood in 1897. In Montauban woonde Garrisson in het voormalige augustijnenklooster dat eerder tot burgerhuis was omgebouwd.
Garrisson was verbonden aan de Académie de Montauban en schreef gedichten en geschiedkundige werken.

## Naamgeving
De Boulevard Gustave Garrisson en de buurt Garrisson errond, beide in Montauban, zijn naar hem genoemd.